# El Profesor Poopsnagle
Profesor Poopsnagle (Professor Poopsnagle's Steam Zeppelin en la versión original en inglés)  fue una serie de televisión infantil australiana que se estrenó en 1986 Nine Network, Australia, como un derivado de la serie Valle Secreto de 1980. Fue una producción de la australiana Grundy Motion Pictures en coproducción con la Televisión Española, Revcon Television (Francia) y KRO Hilversum (Holanda). Se estrenó en Suiza ( TSI) en 1986 y Finlandia (1987), España (1987, TVE), Grecia (1989, ERT ), Países Bajos (1988, KRO ), Francia (1988, FR3 ) y Vietnam (1996, VTV3 ).
El profesor Poopsnagle tuvo un gran éxito en el Reino Unido, donde se transmitió por primera vez en 1987 en la red ITV y posteriormente en Channel 4 tanto en 1990 como en 1998. La serie todavía tiene un gran seguimiento de culto en el Reino Unido. La historia general se divide en 6 partes, cada una para una misión en particular, con 4 episodios cada una. Algunos canales de televisión, como ITV Anglia , mostraron la serie como películas para televisión de 90 minutos cada una. De esta forma, la historia está ligeramente abreviada, cortando algunas escenas que están presentes en el corte durante un espacio de media hora.

## Reparto
- Profesor Poopsnagle (Gerry Duggan)
- Carmen (Justine Clarke)
- Matt (Kelan Angel)
- Peter (Philip Henville)
- Mike (Marc Gray)
- Jamie (Rory Bromhead)
- Sparks (Mark Kazuhiro Pearce)
- Robyn (Melissa Kounnas)
- Doctor García (José María Caffarel)
- Willie Dingle (Bill Conn)
- Count Sator (Ric Hutton)
- Murk (Ron Blanchard)
- Shorty (Ken Talbot)
- Joanne (Tonya Wright)
- Used-to-Was (Leonard Teale)
- Alice (Kym Wilson)